# Vulgata

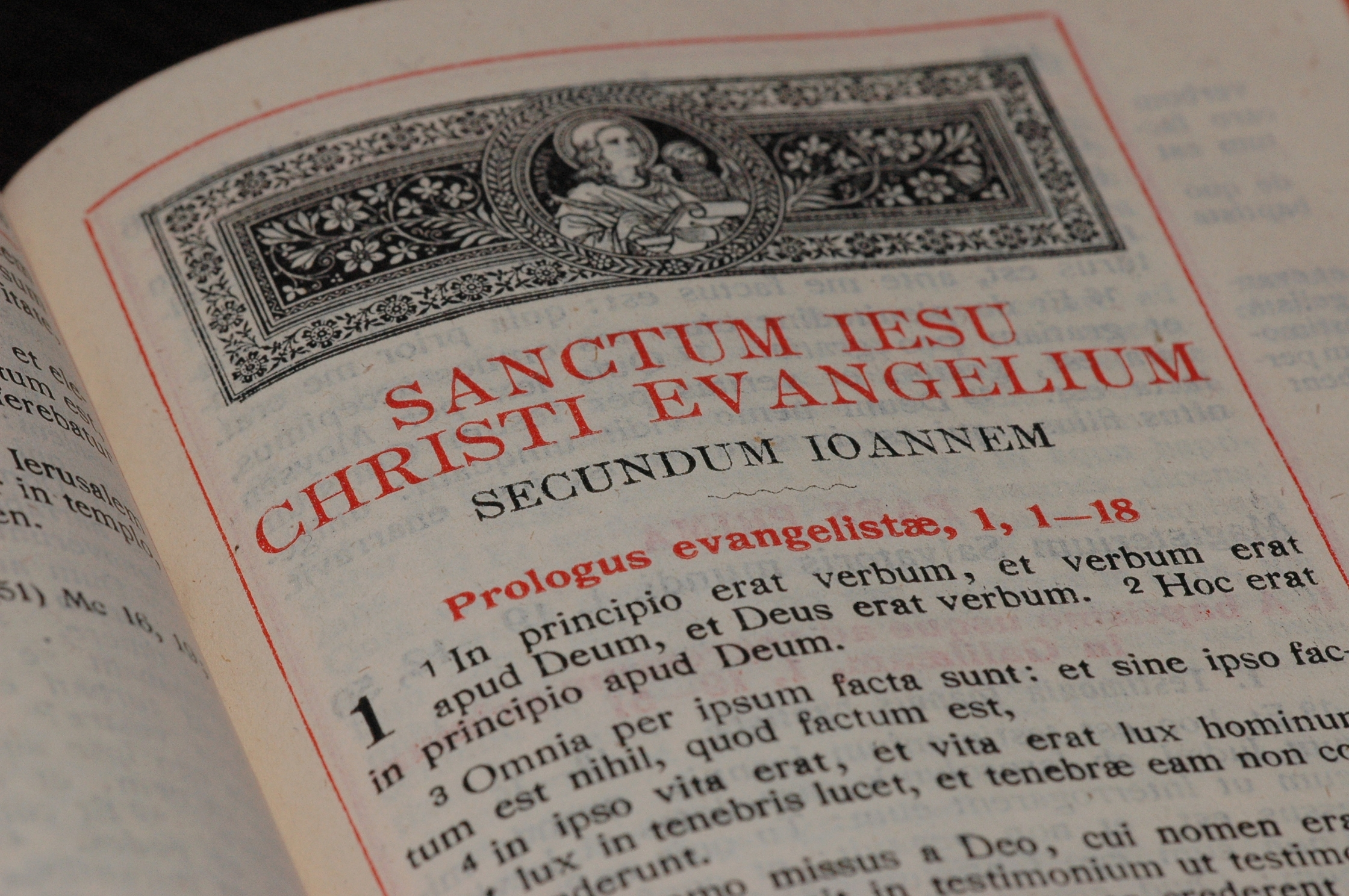
Pròleg de l'Evangeli de Joan, de la Vulgata clementina.

La Vulgata és la versió llatina de la Bíblia realitzada al principi del segle iv i oficialitzada pel concili de Trento (1545–63). L'encàrrec de la traducció dels textos anteriors, en grec, fou encomanada pel papa Damas I a Jeroni d'Estridó. L'objectiu era de fer una versió dels texts sagrats en un idioma més pròxim i conegut per la majoria de la gent, que en aquell moment era el llatí vulgar. El nom de Vulgata deriva del que li va posar Jeroni en la primera publicació: "Editio Vulgata", que vol dir «edició per ser divulgada».

## Què és la Vulgata
El papa Damas I el 382, poc abans de morir, va encomanar a una comissió de traductors i a Jeroni d'Estridó la supervisió de la tasca, les traduccions dels textos bíblics: alguns tenien una versió en llatí (Vetus Llatina) però la majoria estaven en grec o en hebreu. L'Antic Testament de la Vulgata és la primera versió llatina que es traduïa directament del tanakh hebreu, en comptes de traduir la versió en grec de la Septuaginta. Del Nou Testament, originàriament en grec, només en revisà els evangelis. La Vulgata esdevingué la versió llatina definitiva i oficial de l'Església Catòlica Romana.
Aquest encàrrec complia dos objectius: per una part unificar les diverses traduccions que s'havien començat a fer i, per altra, donar a conèixer els texts sagrats dels cristians en l'idioma més conegut en aquell moment, el llatí vulgar. És per això que, quan Jeroni va tenir enllestida l'obra (any 420) la va publicar amb en nom de Biblia Editio Vulgata, basat en el verb vulgō, que vol dir «difondre, donar a conèixer al públic en general».
Al segle iv les traduccions llatines dels texts de la Bíblia realitzades a partir de la versió grega de la Septuaginta i caracteritzades, al començament, pel seu literalisme eren força diverses entre si —hi havia dos tipus de variants: l'africana, la més antiga, i l'europea— diferents en la qualitat i en la precisió a causa de la multiplicació dels manuscrits, per la qual cosa el papa Damas I ordenà a Jeroni d'Estridó aconseguir una versió més uniforme i més fidel. Jeroni començà la traducció del Nou Testament el 382 i la de l'Antic Testament el 385. En enfrontar-se a les dificultats d'interpretació, Jeroni es traslladà a Palestina per consultar els doctors jueus, especialistes del text hebreu. El seu desig més gran era retrobar la veritas hebraica més enllà de l'herència grega. Del Nou Testament Jeroni només en traduí els Evangelis, entre el 382 i el 384, a partir dels manuscrits grecs. La font principal per traduir del grec va ser l'Hexapla, una obra escrita per Orígenes al segle iii en doble columna, grec i hebreu, que Jeroni va revisar i, no trobant-hi cap errada, va donar per vàlida. Tots els altres llibres del Nou Testament foren traduïts pels seus contemporanis. A diferència del tanakh, Jeroni tampoc no traduí els deuterocanònics, llevat dels llibres de Tobies i Judit, i aquests a partir de la Septuaginta, perquè no eren part del cànon hebreu. En total, calgueren més de quinze anys per acabar la feina, el 405. Durant la seva tasca, Jeroni va mantenir correspondència amb altres erudits als quals comentava el procés d'investigació: no va trobar la versió original en hebreu d'algunes versions en grec de la Septuaginta i, davant del dubte que no fossin invencions posteriors, no els va publicar; aquests texts es coneixen amb el nom de llibres apòcrifs, cosa que va justificar al pròleg de la Vulgata.

## Crítica i difusió
És a partir del segle xiii que comença a conèixer-se simplement amb el nom de Vulgata, quan Roger Bacon la va reeditar i la va popularitzar entre el món de parla anglesa. Se n'han fet diverses edicions crítiques, entre les quals l'edició de Climent VIII, que contenia unes 3000 variacions, i la de l'abadia de San Girolamo de Roma, encomanada pel papa Pius XI l'any 1933. Aquesta darrera revisió es va fer molt lentament, en part perquè els canvis litúrgics ja no feien del llatí la llengua més apta per transmetre el missatge de Crist, i en part perquè es va publicar una Bíblia revisada en llatí clàssic, la Nova Vulgata i aquesta abadia es va tancar el 1984. Això no obstant, un grup de cinc monjos la van acabar i editar l'any 1987.